# Piper emmerichianum
Piper emmerichianum är en pepparväxtart som beskrevs av Truman George Yuncker. Piper emmerichianum ingår i släktet Piper och familjen pepparväxter. Inga underarter finns listade i Catalogue of Life.